# ТЕМ15
ТЕМ15 (Тепловоз з Електричною передачею, Маневровий, 15-та серія;) — радянський односекційний шестивісний (осьова формула — 30−30) тепловоз з кузовом капотного типу для маневрової і легкої магістральної служби.
Конструктивно розвиток тепловоза ТЕМ2М, від якого використано дизельний двигун 6Д49 Коломенського заводу, кузов і кабіну.
Будувався з 1987 на Брянському машинобудівному заводі.
Створювався для використання залізницями Куби під позначенням ТЕМ15К, основна кількість надійшла на радянські (а пізніше — пострадянські) промислові підприємства. 1995, у зв'язку з припиненням випуску дизельних двигунів 6Д49, Брянський завод припинив випуск тепловозів ТЕМ15.